# LAGE3
LAGE3 (англ. L antigen family member 3) – білок, який кодується однойменним геном, розташованим у людей на довгому плечі X-хромосоми. Довжина поліпептидного ланцюга білка становить 143 амінокислот, а молекулярна маса — 14 804.
| 10         |  | 20         |  | 30         |  | 40         |  | 50         |
| ---------- |  | ---------- |  | ---------- |  | ---------- |  | ---------- |
| MRDADADAGG |  | GADGGDGRGG |  | HSCRGGVDTA |  | AAPAGGAPPA |  | HAPGPGRDAA |
| SAARGSRMRP |  | HIFTLSVPFP |  | TPLEAEIAHG |  | SLAPDAEPHQ |  | RVVGKDLTVS |
| GRILVVRWKA |  | EDCRLLRISV |  | INFLDQLSLV |  | VRTMQRFGPP |  | VSR        |

A: Аланін

C: Цистеїн

D: Аспарагінова кислота

E: Глутамінова кислота

F: Фенілаланін

G: Гліцин

H: Гістидин

I: Ізолейцин

K: Лізин

L: Лейцин

M: Метіонін

N: Аспарагін

P: Пролін

Q: Глутамін

R: Аргінін

S: Серин

T: Треонін

V: Валін

Задіяний у такому біологічному процесі, як процесинг тРНК. 
Локалізований у ядрі.